# Пътуване към свирещия плаж
„Пътуване към свирещия плаж“ е български игрален филм от 1997 година на режисьора Виктор Божинов.

## Актьорски състав
Роли във филма изпълняват актьорите:
- Параскева Джукелова
- Малин Кръстев

## Награди
Филмът е учебен филм на режисьора Виктор Божинов. Среща и със заглавието „Пътуване към свирещия пясък“.